# 9728 Videen
9728 Videen è un asteroide della fascia principale. Scoperto nel 1981, presenta un'orbita caratterizzata da un semiasse maggiore pari a 2,4775991 UA e da un'eccentricità di 0,1859717, inclinata di 7,22621° rispetto all'eclittica.